# Lagen om offentlig upphandling
Lag (2016:1145) om offentlig upphandling (LOU) är en lag i Sverige som reglerar köp som görs av myndigheter och vissa andra organisationer som är finansierade med allmänna medel. Lagen baseras på EU-direktiv 2004/18/EG. Motsvarande regler gäller även i andra länder som tillhör Europeiska unionen (EU) och Europeiska ekonomiska samarbetsområdet (EES).
Lagen (2016:1145) trädde i kraft 2017-01-01 och ersatte tidigare lag (2007:1091) som i sin tur trädde i kraft 2008-01-01 och ersatte även tidigare lag (1992:1528). 

## Lagens innehåll
| ”                                                               | 2 § Denna lag gäller för upphandling som genomförs av en upphandlande myndighet (offentlig upphandling). Med upphandling avses de åtgärder som vidtas i syfte att anskaffa varor, tjänster eller byggentreprenader genom tilldelning av kontrakt. | „ |
| – Lag (2016:1145) om offentlig upphandling, 1 kap. Definitioner | |   |

Lagarna reglerar i detalj hur myndigheter får agera när de köper (upphandlar) varor, tjänster och entreprenader. Den process som föreskrivs för alla inköp som överstiger direktupphandlingsgränsen (för perioden 2020–2022 är den satt till 615 312 kr) är tämligen detaljerad. Myndigheter är enligt lagen skyldiga att annonsera alla inköp som kommer att göras över direktupphandlingsgränsen för att intresserade företag skall beredas möjlighet att lämna anbud. De krav som ställs skall vidare tillkännages i ett upphandlingsdokument. Myndigheter måste lämna ut upphandlingsunderlagen och utvärdera alla anbud eller ansökningar om att få lämna anbud. Utvärderingen skall ske på sakliga grunder, och får inte avvika från den utvärderingsmetod som skall ha tillkännagivits i upphandlingsdokumenten. Utfallet av utvärderingen skall avgöra vem som vinner kontraktet, och detta tillkännages i ett tilldelningsbeslut. Den som lämnat anbud och har invändningar mot sakligheten i myndighetens hantering av upphandlingen kan vända sig till förvaltningsrätten i det län där upphandlingen görs med en begäran om överprövning.
Vinnaren av upphandlingen väljs baserat på ett av tre kriterier:
- Bästa förhållande mellan pris och kvalitet
- Kostnad
- Pris

Skillnaden mellan kostnad och pris är att i begreppet kostnad får totala kostnader för alla aspekter av upphandlingsföremålets hela livscykel ingå.
Lagen gäller för myndigheter och annan verksamhet som finansieras med allmänna medel. Utöver kommuner, landsting och statliga myndigheter innebär det också offentligägda bolag, och vissa andra organisationer som står dessa nära. Undantag görs dock för vissa former av kommersiell och annan verksamhet. Dessutom gäller lagen olika för olika typer av upphandlingar.
Tillsynsmyndighet är Konkurrensverket (tidigare tillsynsmyndighet var Nämnden för offentlig upphandling). Rådgivande när det gäller hur lagen skall tillämpas är Upphandlingsmyndigheten (tidigare även där NOU).

## Närliggande lagar
För myndigheter och organisationen inom försörjningssektorerna (vatten, energi, transporter och vissa posttjänster) gäller istället Lag (2016:1146) om upphandling inom försörjningssektorerna (LUF) som är något mindre detaljstyrd och har högre tröskelvärden. 
År 2016 infördes Lag (2016:1147) om upphandling av koncessioner (LUK), som beskriver en upphandling där leverantören får rätten att utnyttja det byggnadsverk eller den tjänst som kontraktet avser. Kravet för att det ska få klassificeras som en koncession är att: kontraktet innefattar att en sådan verksamhetsrisk som avses i 22 § (22 § Med verksamhetsrisk avses efterfrågerisk eller utbudsrisk eller båda) övertas av koncessionshavaren. (LUK 1 kap, 13 § 3) Båda lagarna baseras på EU-direktiv, den senare på 2014/23/EU.